# Széchenyi-Kettenbrücke
Die Széchenyi-Kettenbrücke (ungarisch Széchenyi lánchíd), die in Budapest die Donau überspannt, wurde 1839 bis 1849 auf Anregung des ungarischen Reformers Graf István Széchenyi erbaut, dessen Namen sie trägt. Sie ist die älteste und bekannteste der neun Budapester Straßenbrücken über die Donau.

## Beschreibung
Die Széchenyi-Kettenbrücke ist eine Hängebrücke und verbindet den István-Széchenyi-Platz (Széchenyi István tér, früher Roosevelt tér), der den Abschluss der Pester Innenstadt bildet, mit dem Adam-Clark-Platz (Clark Ádám tér) vor dem Ofner Burgberg, heute Budaer Burgberg. Das südlich des ungarischen Parlaments gelegene klassizistische Bauwerk wird von zwei triumphbogenartigen Stützpfeilern getragen, durch die die eisernen Ketten des 375 Meter langen Brückenkörpers verlaufen, daher auch der Name „Kettenbrücke“. Die Pfeilertore haben eine Durchgangsbreite von 6,50 Metern, das Gewicht der Eisenkonstruktion wird mit 2000 Tonnen angegeben.

## Vorgeschichte
Seit dem 16./17. Jahrhundert wurde für die Überquerung der Donau gelegentlich eine Pontonbrücke aufgebaut, ab 1776 wurde diese aus 46 Schwimmkörpern im Frühjahr regelmäßig aufgebaut und verband die beiden damals noch unabhängigen Städte Buda und Pest. Sie musste jedoch vor dem Winter immer wieder abgebaut und konnte erst im Frühjahr erneut errichtet werden, da die Eismassen der zufrierenden Donau die Pontonbrücke zerstört hätten. Deshalb gab es in den Wintermonaten keine feste Verbindung zwischen den beiden Städten, was den freien Verkehr von Menschen und Handelsgütern stark einschränkte und teilweise zum Erliegen brachte. Eine Überquerung der Donau war im Winter nur bei geschlossener Eisdecke möglich, was nicht nur die Zeiten einschränkte, sondern auch die Transportgewichte. Da Eisen als Baustoff zu Beginn des 19. Jahrhunderts nur in Großbritannien in entsprechender Qualität hergestellt wurde und dort in Gebrauch war, aber auf dem europäischen Festland Brücken nur mit vielen Pfeilern aus Holz und Stein gebaut wurden, wagte es niemand, aus diesen herkömmlichen Materialien eine so bedeutende Brücke über einen Fluss mit starkem Eisgang zu errichten, da Holzpfeiler dem Eisgang der Donau kaum längere Zeit standgehalten hätten.

## Bau

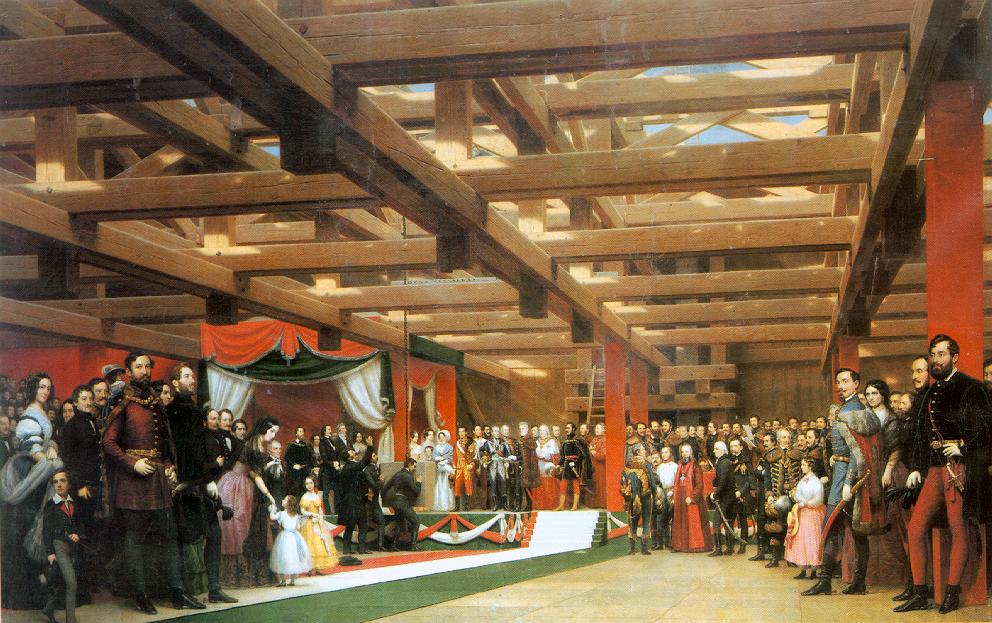
Grundsteinlegung, Gemälde von Miklós Barabás, 1864

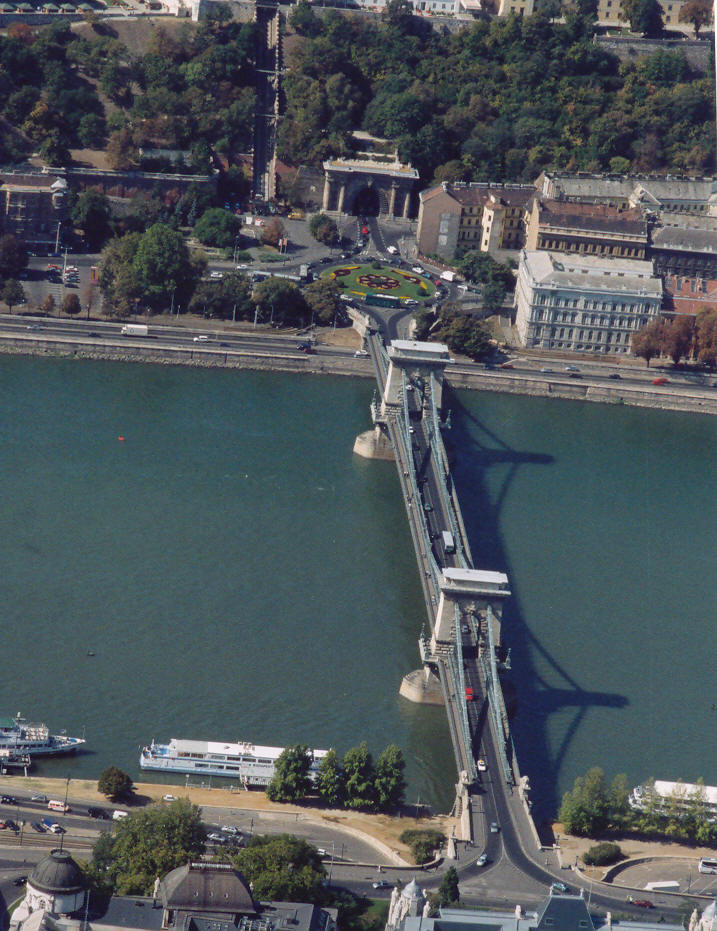
Luftbild

István Széchenyi initiierte 1832 die Gründung des Budapester Brückenvereins, der zur Aufgabe hatte, alle bekannten Brückenentwürfe zusammenzutragen. Außerdem sollte der Verein einen Neuentwurf unter Berücksichtigung der vorhandenen geologischen Untersuchungen des Gebietes ausarbeiten.
Der Initiative von Széchenyi kam ein verheerendes Hochwasser während der Schneeschmelze im März 1838 zugute, das in beiden Orten zu verheerenden Zerstörungen führte. Pest, das seit 1723 Sitz der administrativen Verwaltung des Königreiches war, und Buda am gegenüberliegenden Donauufer waren wichtige Städte im Handels- und Administrationssystem Ungarns. Durch den Bau einer Brücke zwischen beiden Städten sollte auch der Warenaustausch in Ungarn gefördert werden und insgesamt eine Modernisierung erfolgen. Deshalb spielte die Brücke in Széchenyis Verkehrskonzept auch eine Schlüsselrolle. Da die Wiener Regierung dem Brückenbau skeptisch gegenüberstand und auch eher den Eisenbahnbau finanzierte, sollte die Brücke privat, d. h. über die Ausgabe von Aktien, finanziert werden. Für den finanziellen Teil bezog Széchenyi den griechisch-österreichischen Unternehmer Georg Simon von Sina ein, der Grundbesitz und zahlreiche Geschäftsverbindungen in Ungarn hatte. 
Mit dem Entwurf der Kettenbrücke wurde der renommierte englische Ingenieur William Tierney Clark beauftragt. Die Bauleitung erhielt sein Namensvetter Adam Clark, der sich nach Beendigung der Bauarbeiten in Ungarn niederließ. Ihm wurde der Platz zwischen der Kettenbrücke und dem Tunnel durch den Burgberg gewidmet. Széchenyi war aber nicht nur Initiator, ihm unterstand auch die Organisation des Baus. Als Präsident des Budapester Verkehrskomitees bezog er in den frühen 1840er Jahren das Baumaterial aus den verschiedensten Ländern, da es beispielsweise unmöglich war, in Ungarn die benötigten etwa 2000 Tonnen Stahl für die Brücke zu bekommen.

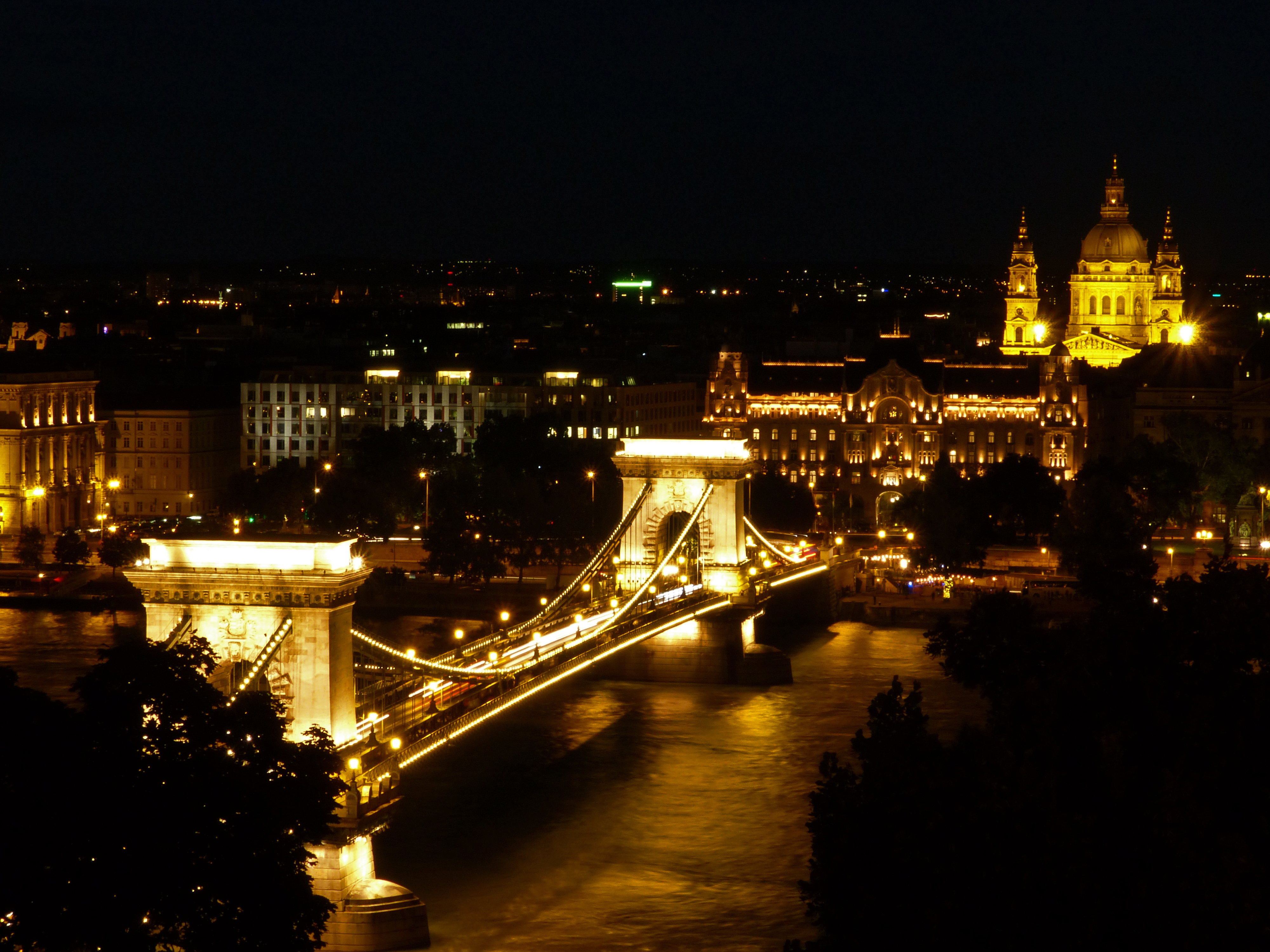
Brücke bei Nacht (rechts Pester Uferseite)

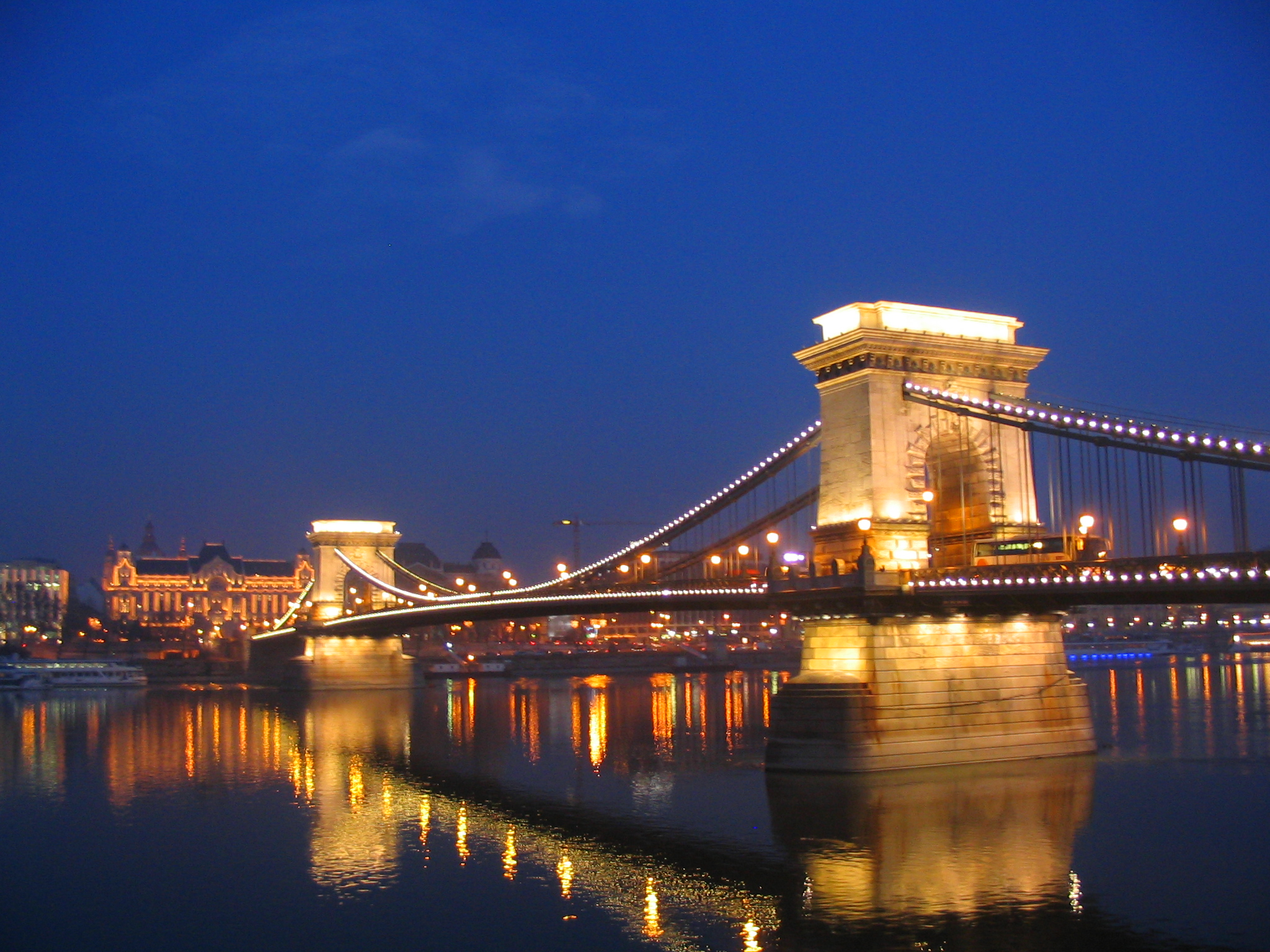
In der Blauen Stunde

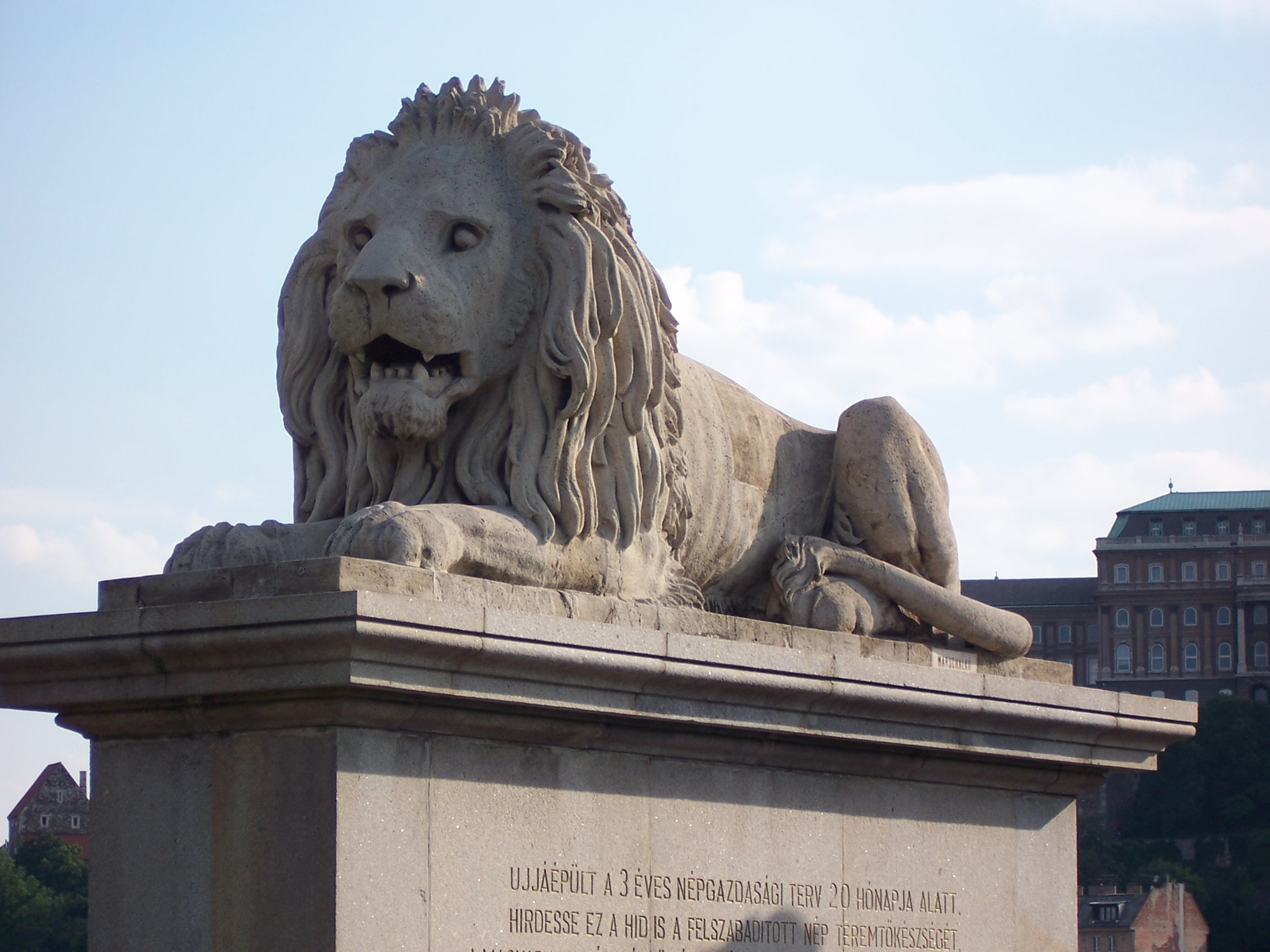
Löwenstatue am Brückenkopf

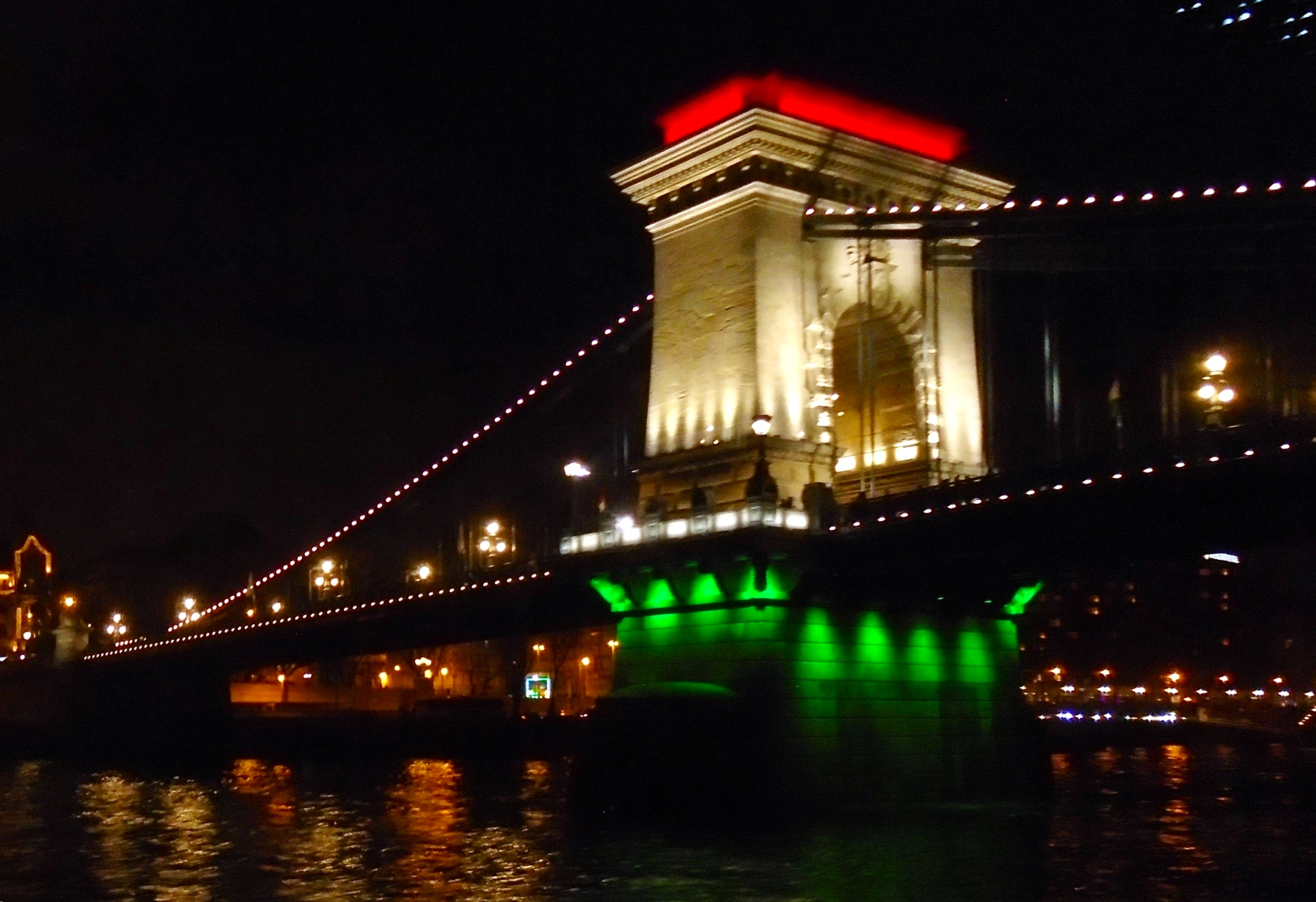
Brücke beleuchtet in den Farben der ungarischen Flagge (Rot-Weiß-Grün)

Außerdem plante er den Tunnelbau unter dem Burgberg und eine Eisenbahnverbindung zwischen Pest und Fiume, dem heutigen Rijeka. Die Vorbereitungen für den ersten Pfeiler begannen am 28. Juli 1840, indem Holzpfähle als Einfriedung der Baustelle in die Ufer getrieben wurden. Nach diesen Arbeiten, die zwei Jahre in Anspruch nahmen, konnte am 24. August 1842 mit der feierlichen Grundsteinlegung in der Baugrube des Pester Widerlagers begonnen werden. Am 20. November 1849 erfolgte, nach langen, von der Revolution unterbrochenen Bauarbeiten, die Fertigstellung und Übergabe an die Bevölkerung:

„Nach Berichten aus Pesth von vorgestern Abends wurde die Kettenbrücke in Pesth am 20. d. M. feierlichst eröffnet. Feldzeugmeister Baron Haynau und Freiherr von Sina passirten zuerst die Brücke. Am Tag der Eröffnung war die Passage frei.“

„Heute um die Mittagsstunde fand die solenne Eröffnung unserer grandiosen Kettenbrücke statt. Anwesend waren F. Z. M. Baron Haynau und andere hier befindliche hohe Militär-Notabilitäten, dann der kais. Oberkommissär Baron Gehringer und sonstige Honoratioren vom Civilstande, welche mit dem Baron Sina und Herrn Clarke, dem genialen Erbauer dieser Brücke, den ersten ceremoniösen Gang über dieselbe hinüber und herüber machten, während die aufgestellte Militärmusik die Volkshymne spielte. Auf dem Platze vor der Brücke waren Grenadierbataillone aufgestellt und eine große Volksmasse harrte auf den Augenblick, wo ihr gestattet wurde, für heute bis nach Mitternacht unentgeltlich die neue Brücke zu passiren. Man machte auch solch reichlichen Gebrauch von dieser Freiheit, daß die Brücke voll gepfropft war, und die unermeßliche wogende Last bedeutende Schwingungen der Hängeketten hervorbrachte, was so Manchen mit einigem Grauen erfüllte. Diese Schwingungen, die vielleicht außer der Berechnung des Architekten liegen, dürften sich in der Folge nicht oft wiederholen, da jede Ueberfüllung der Brücke bei dem enorm hohen Tarife zu den Seltenheiten gehören wird. Mit wahrer Wehmuth vermißte man bei der Eröffnungsfeierlichkeit einen Mann, dem dieses große Werk seine Entstehung verdankt, einen Mann, der für sein Vaterland mehr wirkte, als Dutzende jener Schwadroneure und Lärmmacher, die so reich an Projekten und idealen Luftgebilden, aber in praktischer Ausführung so bettelarm und beschränkt sich bewährten, einen Mann, dem Ungarn die größte Verehrung schuldet und der hoch über jenen Schwindler in Widdin und Schumla steht – ich meine den Grafen Stephan Szechenyi. Er ist es, der dieses Werk, so wie viele andere, trotz den größten moralischen und physischen Schwierigkeiten, mit Einsicht und Energie durchsetzte, und ach! das Schicksal wollte es, daß er sich der Vollendung dieses seines großartigen und gemeinnützigen Werkes nicht mit der Fülle seines Geistes, nicht mit der vollen Kraft seines sonst glänzenden Verstandes, erfreuen kann.“

In der Pester Zeitung wurde „eine Fahr- und Geh-Ordnung für die Passanten der Kettenbrücke nebst einem Tarif der verschiedenen Zollgebühren“ veröffentlicht. Verboten war unter anderem das Rauchen auf der Brücke.
Zwischen den beiden Pylonen wird eine Spannweite von 202 Metern überbrückt. Damit war sie die nächsten 30 Jahre die weiteste Brücke dieser Bauweise.
Széchenyi war es nie vergönnt, seine Brücke zu begehen, da er nach einem Zusammenbruch im September 1848 den Rest seines Lebens in der Döblinger Nervenheilanstalt zu Wien verbrachte.
Ergänzend wurde auf der Budaer Seite in den Jahren 1868 bis 1870 neben dem Tunnel für die aus Pest zur Burg strömenden Arbeiter die erste Dampfstandseilbahn in Ungarn, die Budavári Sikló, errichtet.

## Wiederaufbau
Im Jahr 1915 wurde die ursprüngliche Konstruktion durch eine stärkere ersetzt, da sie dem Verkehrsaufkommen nicht mehr gewachsen war. Die Holzteile wurden durch Eisen und Stahl ersetzt.
Diese zweite Brücke bestand aus über 5000 Tonnen Stahl, die beiden Brückenpfeiler blieben jedoch unverändert. Material wurde, wo irgend möglich, wiederverwendet. Vieles konnte in Ungarn produziert werden, die neuen Kettenhäupter auf den Pylonen stammten allerdings aus London.
Am 18. Januar 1945, zum Ende des Zweiten Weltkrieges, fiel sie, wie alle anderen Donaubrücken, den Sprengkommandos der abziehenden deutschen Armee zum Opfer. Am 21. November 1949 konnte sie nach langen Rekonstruktionsarbeiten am 100. Jahrestag der ersten Brückeneinweihung zum dritten Mal wiedereröffnet werden.
Seit 1957 wird die Brücke beleuchtet. 1999 wurde der 150. Geburtstag der Brücke mit einer neuen Beleuchtung begangen.

## Nationales Symbol

### Entstehungsmythen
Die Széchenyi-Kettenbrücke ist eines der bekanntesten Bauwerke Budapests und ein Symbol für den Aufbruch in eine nationale Identität. Die Vielzahl der Überlieferungen und Mythen zeigt, dass die Kettenbrücke eine wichtige Rolle in der Geschichte der Ungarn spielt. So besagt eine der vielen Überlieferungen zur Brücke, dass der Bauherr István Széchenyi seine Freundin und spätere Frau Crescence Seilern in Pest öfters und trockenen Fußes besuchen wollte, und auch aus diesem Grund mit den Planungen zur Kettenbrücke begann. Der ungarische Literat Ferenc Herczeg schrieb darüber ein Theaterstück A Híd („Die Brücke“). Eine weitere Legende erzählt, dass der Bildhauer die Zungen der Löwen vergessen hätte, was dazu führte, dass er sich das Leben nahm. Eine andere Legende über Graf István Széchenyi erzählt, dass es eine Woche gedauert hätte, bis er über die Donau zur Beerdigung seines Vaters gelangen konnte. So entschied er sich die Brücke zu planen.

### Briefmarken
Die Széchenyi-Kettenbrücke wurde auf einigen Briefmarken der ungarischen Post verewigt, was ihren Status im Land unterstreicht.

### Münzen
Die 200-Forint-Münzen aus 500er-Silber, geprägt in den Jahren 1992 und 1993 (Nationalbank) bzw. 1994 bis 1998 (Ferenc Deák) bildete die Brücke über der Wertangabe ab. Diese Münzen sind nicht mehr im Umlauf. Auch die zu Beginn des 21. Jahrhunderts gültige, im Umlauf befindliche 200-Forint-Münze bildet auf dem Revers die Kettenbrücke ab.